# Wukeng (sockenhuvudort i Kina, Zhejiang Sheng, lat 28,24, long 120,40)
Wukeng (kinesiska: 吴坑, 吴坑乡) är en sockenhuvudort i Kina. Den ligger i provinsen Zhejiang, i den östra delen av landet, omkring 220 kilometer söder om provinshuvudstaden Hangzhou. Antalet invånare är 2 769. Befolkningen består av 1 286 kvinnor och 1 483 män. Barn under 15 år utgör 8,0 %, vuxna 15-64 år 59 %, och äldre över 65 år 31 %.
Runt Wukeng är det mycket tätbefolkat, med 2 915 invånare per kvadratkilometer. Närmaste större samhälle är Wenxi, 9,3 km söder om Wukeng. I omgivningarna runt Wukeng växer i huvudsak blandskog.
Genomsnittlig årsnederbörd är 2 331 millimeter. Den regnigaste månaden är juni, med i genomsnitt 383 mm nederbörd, och den torraste är januari, med 67 mm nederbörd.